# 1. Division 1981-1982
L'edizione 1981-82 della Bundesliga vide la vittoria finale del Rapid Vienna.
Capocannoniere del torneo fu Božo Bakota dello Sturm Graz con 24 reti.

## Classifica finale
|    | Classifica            | G  | V  | N  | P  | GF | GS | Pt |
| -- | --------------------- | -- | -- | -- | -- | -- | -- | -- |
| 1  | Rapid Vienna          | 36 | 18 | 11 | 7  | 69 | 43 | 47 |
| 2  | Austria Vienna        | 36 | 18 | 8  | 10 | 54 | 32 | 44 |
| 3  | Grazer AK             | 36 | 16 | 6  | 14 | 40 | 47 | 38 |
| 4  | Admira Wacker         | 36 | 14 | 8  | 14 | 52 | 59 | 36 |
| 5  | FC Wacker Innsbruck   | 36 | 14 | 7  | 15 | 60 | 52 | 35 |
| 6  | Sturm Graz            | 36 | 14 | 5  | 17 | 53 | 62 | 33 |
| 7  | Wiener Sport-Club     | 36 | 12 | 9  | 15 | 49 | 61 | 33 |
| 8  | VOEST Linz            | 36 | 12 | 8  | 16 | 38 | 41 | 32 |
| 9  | SV Austria Salisburgo | 36 | 11 | 9  | 16 | 48 | 55 | 31 |
| 10 | Linzer ASK            | 36 | 12 | 7  | 17 | 36 | 47 | 31 |

## Verdetti
- Rapid Vienna Campione d'Austria 1981-82.
- Grazer AK e Admira Wacker ammesse alla Coppa UEFA 1982-1983.
- Non ci furono retrocessioni.